# زندة (جنس)
زَنْدَة (الاسم العلمي: Zanda)؛ هو جنسٌ يضُمُّ ثلاثة أنواعٍ تتبعُ فَصيلة الكَكْتُوه. كُلُّها سوداءٌ لونًا، ويمكن تمييز الأصناف جزئيَّا حسب الحجم وجزئيَّا بمناطق صغيرة من الرِّيش الأحمر، الرمادي والأصفر، خاصَّةً في ريش الذَّيل.

## الأنواع
يضُمُّ جنسُ الزَّندَة ثلاثة أنواعٍ.
| الصُّورة | الاسم الشَّائع               | الاسم العلمي      | الانتشار          |
| ------ | -------------------------- | ----------------- | ----------------- |
|        | الكوكاتو الأسود أصفر الذيل | Zanda funerea     | جنوب شرق أستراليا |
|        | كوكاتو كارنابي الأسود      | Zanda latirostris | جنوب غرب أستراليا |
|        | Baudin's black cockatoo    | Zanda baudinii    | جنوب غرب أستراليا |